# Dopolavoro Aziendale Redaelli 1940-1941
Questa voce raccoglie le informazioni riguardanti il Dopolavoro Aziendale Redaelli nelle competizioni ufficiali della stagione 1940-1941.

## Rosa
| N. |                   | Ruolo | Calciatore          |
| -- | ----------------- | ----- | ------------------- |
|    | Italia (bandiera) | A     | Adelchi Azzalini    |
|    | Italia (bandiera) | A     | Angelo Azzimonti    |
|    | Italia (bandiera) | P     | Vittorio Bellani    |
|    | Italia (bandiera) | C     | Renzo Bertini       |
|    | Italia (bandiera) | A     | M. Capolara         |
|    | Italia (bandiera) | A     | Luigi Carelli       |
|    | Italia (bandiera) | D     | Giuseppe Cisternini |
|    | Italia (bandiera) | A     | Vittorio Falconi    |
|    | Italia (bandiera) | C     | Carlo Ferrandi      |
|    | Italia (bandiera) | A     | V. Fregoni          |
|    | Italia (bandiera) | D     | Ugo Galletti        |
|    | Italia (bandiera) | D     | Manlio Giacomini    |
|    | Italia (bandiera) | C     | Edoardo Gruppi      |

| N. |                   | Ruolo | Calciatore           |
| -- | ----------------- | ----- | -------------------- |
|    | Italia (bandiera) | D     | Michele Guainazzi    |
|    | Italia (bandiera) | A     | G. Maello            |
|    | Italia (bandiera) | A     | A. Marzoli           |
|    | Italia (bandiera) | A     | Antonio Moscatello   |
|    | Italia (bandiera) | C     | Bruno Poletti        |
|    | Italia (bandiera) | C     | Giuseppe Preti       |
|    | Italia (bandiera) | D     | B. Rancati           |
|    | Italia (bandiera) | D     | Rino Sisti           |
|    | Italia (bandiera) | D     | Ermenegildo Spinicci |
|    | Italia (bandiera) | D     | Giovanni Turati      |
|    | Italia (bandiera) | C     | Luigi Viganò         |
|    | Italia (bandiera) | A     | B. Vignati           |

## Risultati

### Campionato
| Arbitro: | Cicardi (Lecco) |

|                               |           |                                 |
| Gelosa 70’ (rig.) Schiffo 88’ | Marcatori | 55’ Carelli 65’ (aut.) Galbiati |

| Arbitro: | Dagnino (Genova) |

|                            |           |                          |
| Moscatello 32’ Falconi 65’ | Marcatori | 44’ Bergonzi 55’ Bulloni |

| Arbitro: | Parpaiola (Padova) |

|             |           |  |
| Carelli 67’ | Marcatori |  |

| Piacenza 5 gennaio 1941 11ª giornata | Piacenza        | 0 – 0 | Redaelli | Stadio del Littorio\| Arbitro: \| Viarengo (Asti) \| |
| Arbitro:                             | Viarengo (Asti) |       |          |                                                      |

| Arbitro: | Masini (Genova) |

|                            |           |  |
| Bertini 34’ Moscatello 47’ | Marcatori |  |

| Arbitro: | Rossi (Milano) |

|                                |           |             |
| Arcari III 1’ Moreschi 38’ 75’ | Marcatori | 47’ Falconi |

| Arbitro: | Gambarelli (Nembro) |

|                       |           |               |
| Frione 71’ Bocchi 89’ | Marcatori | 18’ Azzimonti |

| Arbitro: | Carminati (Milano) |

|                                                             |           |  |
| Malchiodi 35’ (aut.) Azzalini 43’ Carelli 44’ Azzimonti 73’ | Marcatori |  |